# Greenlaw Church

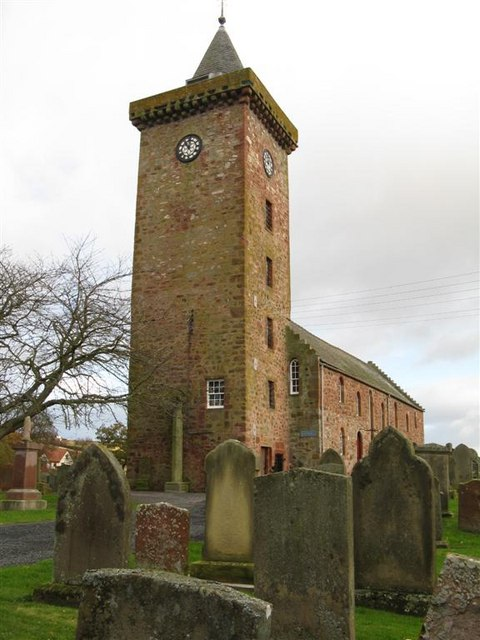
Greenlaw Church

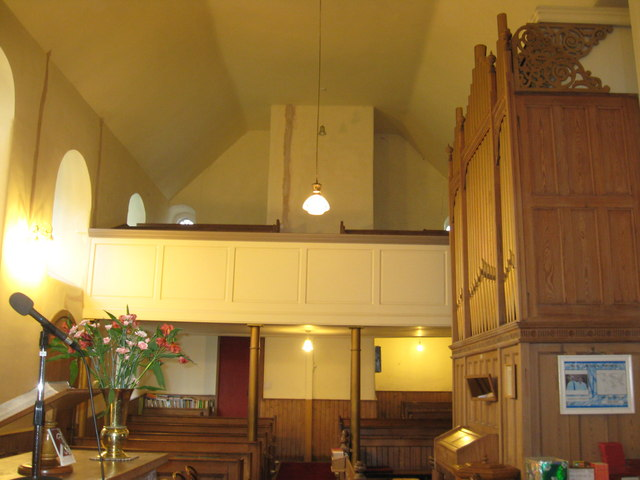
Blick in den Innenraum

Die Greenlaw Church ist ein Kirchengebäude der presbyterianischen Church of Scotland. Es liegt in der schottischen Ortschaft Greenlaw in der Council Area Scottish Borders. 1971 wurde das Bauwerk in die schottischen Denkmallisten in der höchsten Denkmalkategorie A aufgenommen. Das ehemalige Marktkreuz von Greenlaw wurde vor die Kirche versetzt. Es ist eigenständig ebenfalls als Kategorie-A-Denkmal klassifiziert.

## Geschichte
Bereits im Jahre 1147 wurde am Standort ein Kirchengebäude verzeichnet, welches der Kelso Abbey unterstellt wurde. 1242 wurde das Gebäude konsekriert und möglicherweise der Heiligen Helena geweiht. Die heutige Greenlaw Church wurde 1675 vermutlich am Standort der mittelalterlichen Kirche erbaut. 1712 wurde das Gebäude verlängert, um eine Verbindung zu dem 1696 errichteten Turm zu schaffen. Eine Erweiterung wurde 1855 vorgenommen und der Innenraum 1883 renoviert.

## Beschreibung
Die Greenlaw Church steht inmitten des umgebenden Friedhofs zwischen Church Street und Queen’s Row im Zentrum von Greenlaw. Der Glockenturm ist kirchenseitig nicht zugänglich. Dieser Umstand ist der Tatsache geschuldet, dass der Turm bis in das 19. Jahrhundert als Gefängnis genutzt wurde. Über ein vergittertes Fenster konnten die Insassen die Gottesdienste verfolgen. Ein flankierendes Gerichtsgebäude wurde 1830 abgebrochen. In die Westseite des Turms ist eine Kreuzplatte aus dem 15. Jahrhundert eingelassen. In die 124 cm × 64 cm messende Platte sind die Initialen A.H. (Alexander Home, 2. Lord Home) sowie I.L. (dessen Gattin Isobella) graviert.

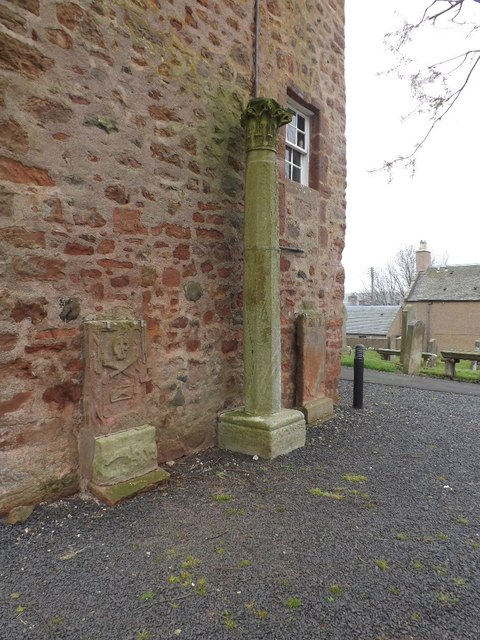
Altes Marktkreuz

Das an der Westseite vorgelagerte alte Marktkreuz stammt aus dem Jahre 1609. Es stand ursprünglich auf dem Marktplatz der Ortschaft. Das heutige Marktkreuz von Greenlaw befindet sich vor dem Rathaus von Greenlaw.

## Nachreformatorische Pfarrer bis 1896
- David Home (1606–1637)
- Robert Home (1645–1673)
- John Home (1674–1689)
- Archibald Borthuik (1693–1709)
- James Gilliland (1711–1724)
- Thomas Turnbull (1725–1734)
- John Hume (1734–1777)
- William Simson (1778–1799)
- John Stewart (1799–1804)
- James Luke (1804–1820)
- Abraham Home (1821–1844)
- John Hunter Walker (1844–1881)
- Arthur Gordon (1881–1886)
- Hugh MacCulloch (ab 1886)

(Quelle:)